# Jan de Bruine
Pour les articles homonymes, voir De Bruin.
Jan de Bruine est un cavalier néerlandais né le 15 juillet 1903 à Winschoten et mort le 4 avril 1983 à Anglet.

## Carrière
Sa carrière amateur est principalement marquée par une médaille d'argent remportée aux Jeux olympiques de Berlin en 1936 en saut d'obstacles par équipes avec Johan Greter et Henri van Schaik.